# Ugao-Miraballes
Ugao-Miraballes è un comune spagnolo di 4 104 abitanti situato nella comunità autonoma dei Paesi Baschi.
Il calciatore ed allenatore José María Maguregi nacque qui.